# Sergio Díaz (futebolista paraguaio)
Sergio Ismael Díaz Velázquez (Itauguá, 5 de março de 1998) é um futebolista paraguaio que atua como atacante. Atualmente joga pelo Sportivo Luqueño.

## Carreira

### Categorias de base
Díaz jogou no Club Tacuary Escola de Futebol por um ano, antes de se transferir ao Cerro Porteño. Díaz chegou ao Cerro Porteño com 10 anos de idade, na escola do clube de futebol. Ele marcou cerca de 30 gols pela equipe do Cerro Porteño sub - 15 e foi, em seguida, para a categoria de base. Ele foi treinado por Diego Gavilán na equipe sub-15. Em 2013, ele foi chamado de Sergio Aguero do Cerro Porteño, quando as divisões de base juntaram-se em uma sessão de treinos com a equipe profissional.

### Temporada 2014
Díaz estreou com 15 anos na equipe profissional, em 27 de Junho de 2014, em uma vitória por 2-1 em casa contra o Club General Díaz. Ele entrou em campo aos 84 minutos, substituindo Guillermo Beltrán. Díaz, em seguida, marcou contra o Nacional Asunción em setembro, dando ao Cerro Porteño a vitória. O jogador marcou duas vezes em uma vitória por 2 a 0 em casa contra o 3 de Febrero em 8 de Outubro 2014. 
Durante suas apresentações no Torneio Sul-americano de juniores em janeiro de 2015, foi relatado que tanto o Liverpool Football Club e Manchester United Football Club estavam querendo sua contratação.

### Temporada 2015
Na estreia de Díaz para o Cerro Porteño na Primeira Divisão Paraguaia, na temporada de 2015, ele marcou um gol em 3-0 vitória fora de casa contra Sportivo Luqueño em 14 de Fevereiro de 2015. Ele assinou seu primeiro contrato profissional após completar 18 anos de idade e renovou seu contrato com o Club Cerro Porteño até 2021.

### Temporada 2016
Em de julho de 2016 o Real Madrid acertou com o Cerro Porteño a compra do jogador e seus 100% dos direitos econômicos por cerca de 5 milhões de Euros. 
Sergio Díaz é o segundo jogador paraguaio a defender o Real Madrid, seu antecessor foi Javier Acuña.
O jogador anotou 5 gols em 36 partidas com o Real Madrid Castilla.

### Temporada 2017
Emprestado ao Lugo o jogador fez apenas 10 partidas e nenhum gol marcado, muito por causa de uma lesão que o afastou dos gramados por sete meses.

### Temporada 2018
Em julho de 2018 o Corinthians acertou por empréstimo a contratação de Sergio Díaz junto ao Real Madrid até o final de 2019 com opção de compra ao fim do contrato.
Sergio Díaz estreou com a camisa corinthiana depois de mais de 1 mês e meio no empate em 0 a 0 contra o América-MG pela 27ª rodada do campeonato Brasileiro.

## Títulos
Cerro Porteño
- Torneio Apertura: 2015

 Corinthians
- Campeonato Paulista: 2019

## Campanhas de destaque
Corinthians
- Copa do Brasil: 2º lugar (2018)

## Prêmios individuais
- 61º melhor jovem do ano de 2017 (FourFourTwo)[5]